# BA-10
El BA-10 (en ruso: Бронеавтомобиль 10, lit. 'Vehículo Blindado 10') es un automóvil blindado desarrollado en la Unión Soviética en 1938 y producido hasta 1941. Fue el vehículo blindado pesado soviético más producido antes de 1941; se construyó en tres versiones. Estas versiones fueron el BA-10 básico, el BA-10M (versión mejorada con nueva torreta y un cañón más potente) y el BA-10ZhD (equipado para uso dual en ferrocarril / carretera). El diseño básico del BA-10 se desarrolló a partir de los vehículos blindados pesados BA-3/6.
Usaba el chasis de un camión GAZ-AAA modificado y un blindaje mejorado (hasta 15 mm en la parte delantera y en la torreta) así mismo montaba un cañón antitanque M1932 (19-K) de 45 mm y dos ametralladoras ligeras Degtiariov DP-27 de 7.62 mm. Se pretendía que el BA-10 fuera reemplazado en 1941 por el BA-11 con motor diésel y un diseño de blindaje más sofisticado, pero el estallido de la Segunda Guerra Mundial, detuvo la producción del BA-10.
Un número importante de B-10 capturados fueron usados por Finlandia (al menos 24), la Alemania nazi y otros de sus aliados, durante los primeros años de la Segunda Guerra Mundial, principalmente en tareas de seguridad y policía.

## Historial del desarrollo
Fue desarrollado en la oficina de diseño de la planta de Izhora de Leningrado, en 1938 en un chasis modernizado del camión comercial GAZ-AAA de seis ruedas, que tenía un bastidor acortado, reforzaba la viga del eje delantero, la suspensión delantera estaba equipada con amortiguadores del modelo GAZ-M-1 y era una versión modernizada del vehículo blindado BA-6. El prototipo, denominado BA-10, se fabricó en el verano de 1937. Era una versión mejorada del BA-6M. La producción en serie del vehículo blindado con la designación BA-10A comenzó a principios de 1938.
Para aumentar la capacidad todo terreno del vehículo, se incluyeron cadenas de orugas de desmontaje rápido del tipo Overroll, que se colocaban, si era necesario, en las ruedas motrices traseras. Además, las ruedas de repuesto de libre rotación instaladas en el lateral ayudaron a superar las irregularidades del terreno. El casco fue soldado con placas de blindaje. Partes del casco y equipo interno, no conectados por soldaduras, se sujetaron con remaches y pernos a prueba de balas. La carrocería blindada se sujetaba al bastidor del chasis mediante seis soportes principales. Algunos de los vehículos estaban equipados con una estación de radio 71-TK-1 o 71-TK-3. Así, por ejemplo, de las 987 unidades BA-10M producidas en 1940 en la planta de Izhora, 410 estaban equipadas con radio.
Después de realizar una gran cantidad de cambios menores en el diseño y el desarrollo de la documentación tecnológica para su producción, se cambió el nombre del vehículo de combate a BA-10A, bajo cuyo nombre comenzó su producción en serie.
A fines de 1939, el vehículo blindado se actualizó nuevamente. El nuevo modelo BA-10M recibió tanques de combustible de nuevo diseño con una capacidad de 54,5 litros cada uno, montados fuera del casco en las alas de las ruedas traseras en carcasas blindadas, a diferencia de los anteriores, que estaban unidos al techo del casco detrás de los asientos del conductor y ametralladora. Además, introdujeron un nuevo mecanismo de giro de la torreta, cambiaron la ubicación del silenciador, instalaron una caja estándar para tubos de radio de repuesto y una nueva caja de repuestos para TOP y PT-1, la caja de herramientas se colocó debajo del piso, se instaló una bolsa para granadas de mano, se redujo la altura de los respaldos de los asientos de la torreta y, en consecuencia, cambió el montaje del botiquín de primeros auxilios y el lanzacohetes. Al mismo tiempo, el peso del vehículo aumentó a 5,5 toneladas, pero las cualidades dinámicas se mantuvieron prácticamente sin cambios.
En total, entre 1937 y 1941, se fabricaron 3414 automóviles blindados de los modelos BA-10, BA-10A y BA-10M, lo que lo convirtió en el vehículo blindado medio soviético más producido.

## Producción
|          | Producción del BA-10          | Producción del BA-10 | Producción del BA-10 | Producción del BA-10 | Producción del BA-10 | Producción del BA-10 | Total |
| -------- | ----------------------------- | -------------------- | -------------------- | -------------------- | -------------------- | -------------------- | ----- |
| Modelo   | Fabricante                    | 1937                 | 1938                 | 1939                 | 1940                 | 1941                 | 3296  |
| BA-10    | Planta de Izhora (Leningrado) | 1                    | 459                  | 434                  | 577                  | 946                  | 3296  |
| BA-10    | Planta de Izhora (Leningrado) |                      |                      | 469                  | 410                  | 946                  | 3296  |
| BA-10ZhD | Planta de Izhora (Leningrado) |                      | 30                   |                      |                      |                      | 30    |
| BA-10ZhD | Planta de DRO (Viksa)         |                      |                      |                      | 1                    | 6                    | 7     |
| BA-10M   | Planta No. 189 (Leningrado)   |                      |                      |                      |                      | 81                   | 81    |
| Total    | Total                         | 1                    | 498                  | 903                  | 988                  | 1033                 | 3414  |

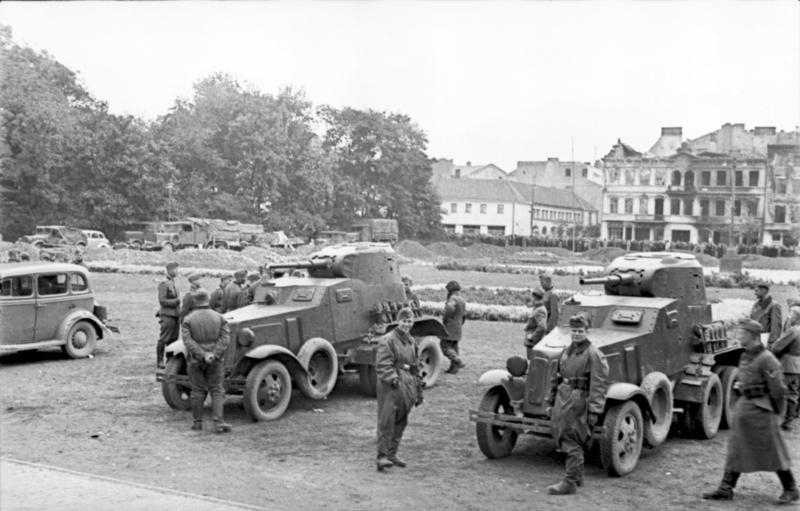
Automóviles Blindados B-10 en Lublin, durante la Invasión soviética de Polonia de 1939

En septiembre-noviembre de 1941, en la planta N.º 189 en Leningrado, se ensamblaron 81 vehículos del inventario existente, seis de los cuales utilizaron el chasis de dos ejes del camión ZIS-5 y el resto el chasis de tres ejes del camión GAZ-AA.

## Variantes
- BA-10A - Modelo básico, armado con un cañón de 37 mm montado en el chasis de un camión comercial GAZ-AAA de tres ejes

- BA-10M - Modelo mejorado, armado con un cañón de 45 mm situado en la torreta de un tanque ligero T-26

- BA-10ZhD - Modelo equipado para uso dual en ferrocarril / carretera, se produjeron 37 vehículos de este modelo, de los cuales 7 fueron recibidos por la NKVD y 30 por el Ejército Rojo.
- Panzerspahwagen BAF 203 (r) - designación de la Wehrmacht de los B-10 capturados

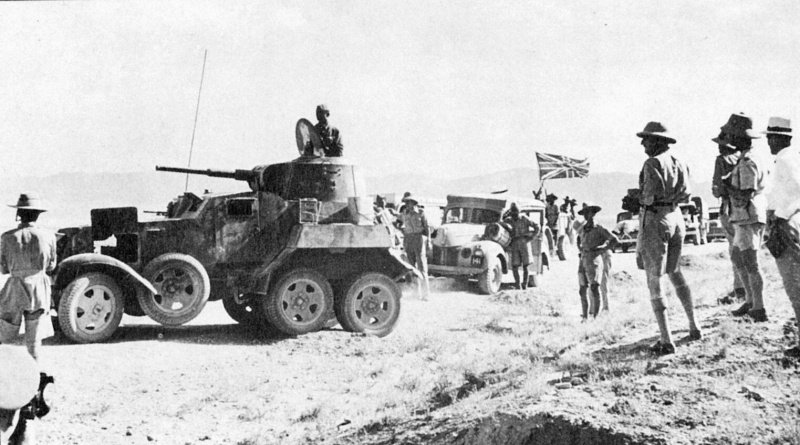
Automóvil blindado BA-10 en Iran durante la Invasión Anglosoviética de Irán

## Historial de combate
El BA-10 vio por primera vez combate durante las guerras fronterizas entre la Unión Soviética y el Imperio del Japón en 1939. En la Batalla de Jaljin Gol entre Manchukuo (aliado de Japón) y Mongolia, apoyado por el Ejército Rojo del 11 de mayo al 16 de septiembre de 1939. El BA-10 combatió de forma masiva contra el Ejército de Kwantung japonés el cual, tras una larga y sangrienta batalla, fue completamente derrotado, durante estas batallas se perdieron un número estimado de 39 BA-10. Tras esta batalla y visto su notable actuación el BA-10 se convirtió en el automóvil blindado estándar del Ejército Rojo, a pesar de que su apariencia y cualidades se consideraron en gran parte obsoletas en el momento de la Segunda Guerra Mundial.
Como resultado, el BA-10 se empleó de forma masiva en las distintas campañas soviéticas antes de la Segunda Guerra Mundial, incluidas la invasión de Estonia y Letonia, la invasión soviética de Polonia de 1939, la ocupación soviética de Besarabia y el norte de Bucovina y la Guerra de Invierno. Donde las duras condiciones invernales y la fuerte resistencia finlandesa provocó la pérdida de un cierto número de vehículos blindados BA-10 (al menos veinticuatro).

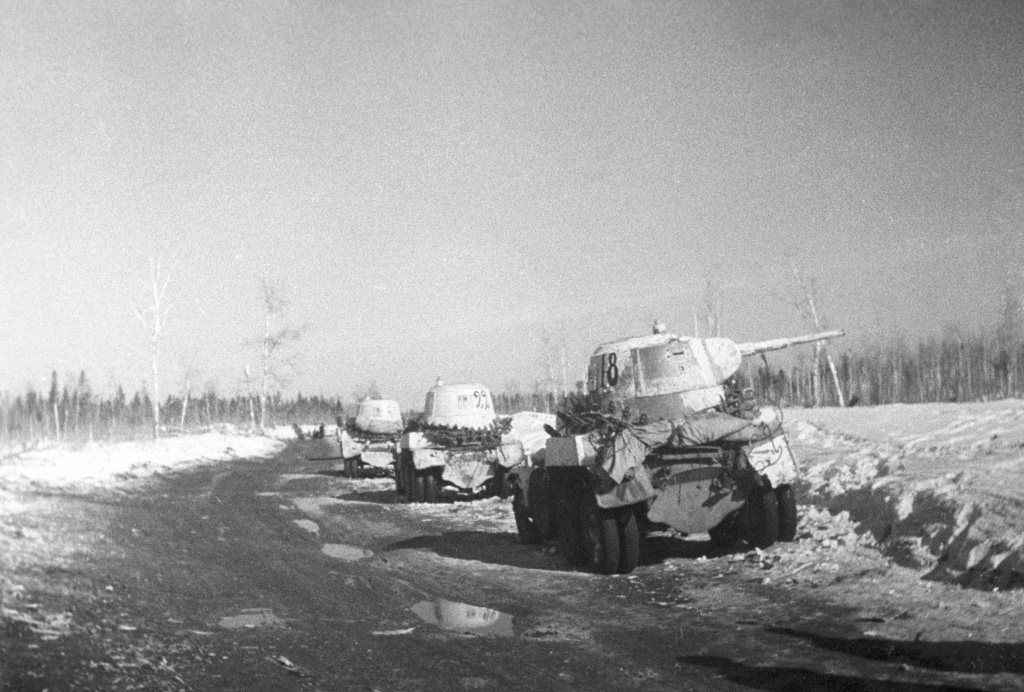
Columna de automóviles blindados BA-10M. en el Frente de Leningrado, invierno de 1942.

En junio de 1941, los alemanes invadieron la Unión Soviética (véase Operación Barbarroja). La invasión supuso un auténtico desastre para el Ejército Rojo, la Wehrmacht capturó rápidamente muchas instalaciones de producción así mismo destruyeron o capturaron una enorme cantidad de equipo de todo tipo, los BA-10 capturados por los nazis fueron redesignados a Panzerspahwagen BAF 203 (r) - "r" se usa para indicar su origen ruso. Esos BA-10 en uso alemán fueron relegados a labores de seguridad y antipartisanos. Rumania fue otro operador importante del BA-10, utilizando vehículos capturados en su lucha contra la Unión Soviética.
En el momento de la invasión alemana, se calcula que unos 2880 automóvile blindados BA-10 de todos los modelos, estaban en servicio en el Ejército Rojo.

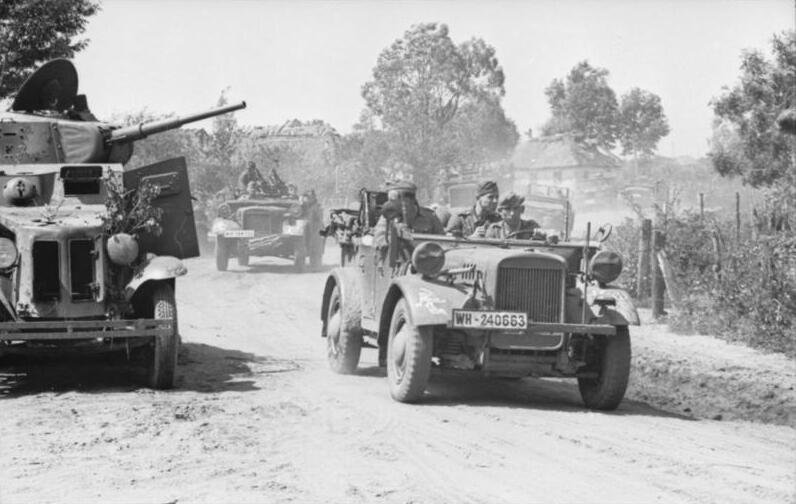
Vehículos alemanes pasan por delante de un BA-10 destruido durante los primeros días de la Invasión Nazi a la Unión Soviética

Durante estos primeros combates, el BA-10 demostró ser muy vulnerable. El vehículo tenía un blindaje bastante ligero para el combate de primera línea y su perfil generalmente alto atraía rápidamente la atención del enemigo. Las llantas de goma podían ser perforadas fácilmente con armas ligeras y el blindaje lateral podía ser perforado por municiones perforantes. El motor montado en la parte delantera, aunque actuaba como un amortiguador protector para la tripulación hasta cierto punto, podría dañarse y convertir todo el vehículo en una pira. A la ametralladora delantera se le dio un arco de disparo muy limitado y la visión desde el asiento del conductor a través de las ranuras de visión era reducida. El peso y la masa del vehículo sin duda influyeron en el éxito y los fracasos tácticos del BA-10. Sin embargo, donde el BA-10 brilló fue en su aplicación de la potencia de fuego móvil y la gestión del terreno a campo traviesa (incluidos buenos alcances operativos).
Con el enorme número de BA-10 perdidos por el Ejército Rojo y la ocupación alemana de muchas de las instalaciones de producción, el BA-10 en el servicio del Ejército Rojo cayó en gran medida en desuso después de 1941. Para reemplazarlos en su función primordial de exploración, el Ejército Rojo decidió utilizar tanques ligeros como el T-60 y el T-70, que ofrecían aproximadamente el mismo nivel de potencia de fuego a través de un chasis con orugas más adaptable. El concepto de vehículo blindado se abandonó; ahora se prestaba mayor atención a vehículos militares más pesados y capaces, como el excelente tanque medio T-34 y vehículos blindados similares. Los pocos vehículos BA-10 restantes fueron despojados de su armamento (incluida la eliminación de la torreta) y se convirtieron en vehículos blindados de transporte de personal que ofrecian movilidad y cierta protección blindada.

## Usuarios
- Unión Soviéticaː 3414 uds en total
- Alemania naziː Vehículos capturados, renombrados como Panzerspahwagen BAF 203 (r)
- Finlandiaː Al menos veinticuatro vehículos capturados durante la Guerra de Invierno.[3]
- República Popular de Mongoliaː A finales de 1939 se entregaron once vehículos, las cuales junto con treinta BA-20, equiparon el regimiento blindado de la 6.ª División de Caballería.
- Reino de Rumaniaː Vehículos capturados
- Reino de Hungríaː Al menos un vehículo capturado.[3]

## Galería de fotos

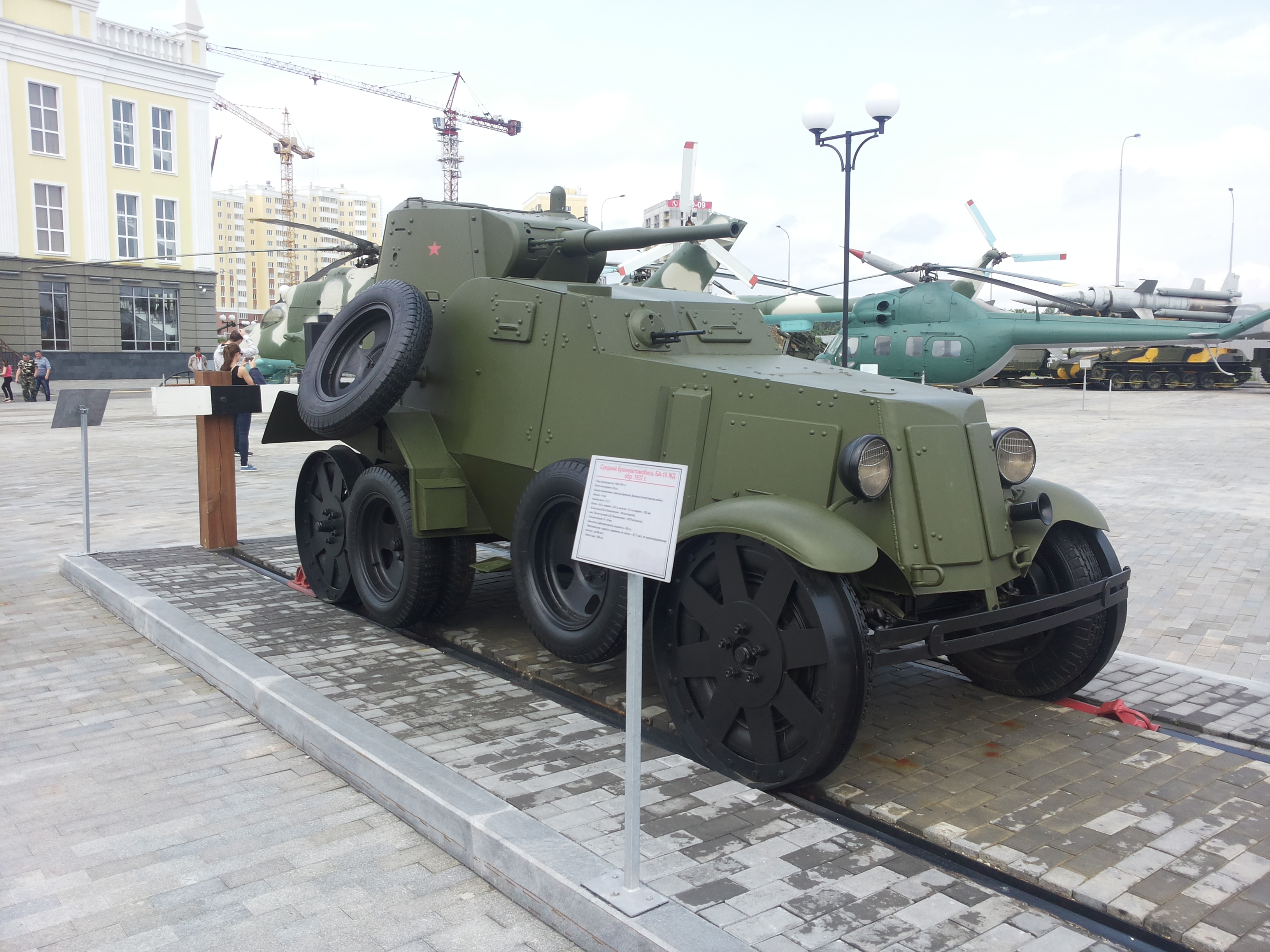
Réplica de un BA-10ZhD. Museo de Tecnología UMMC
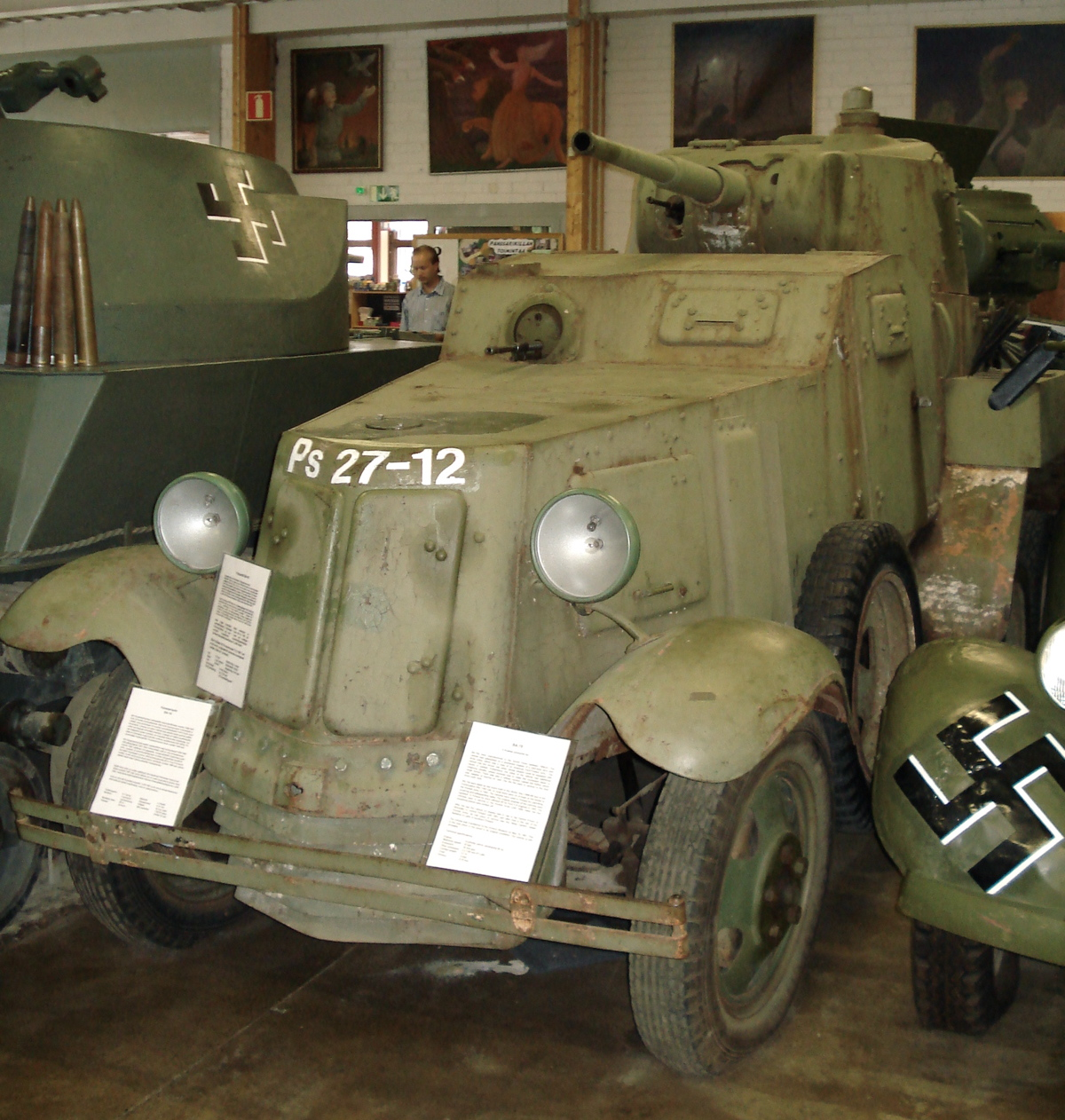
BA-10M en el Museo de Blindados de Parola, Finlandia.
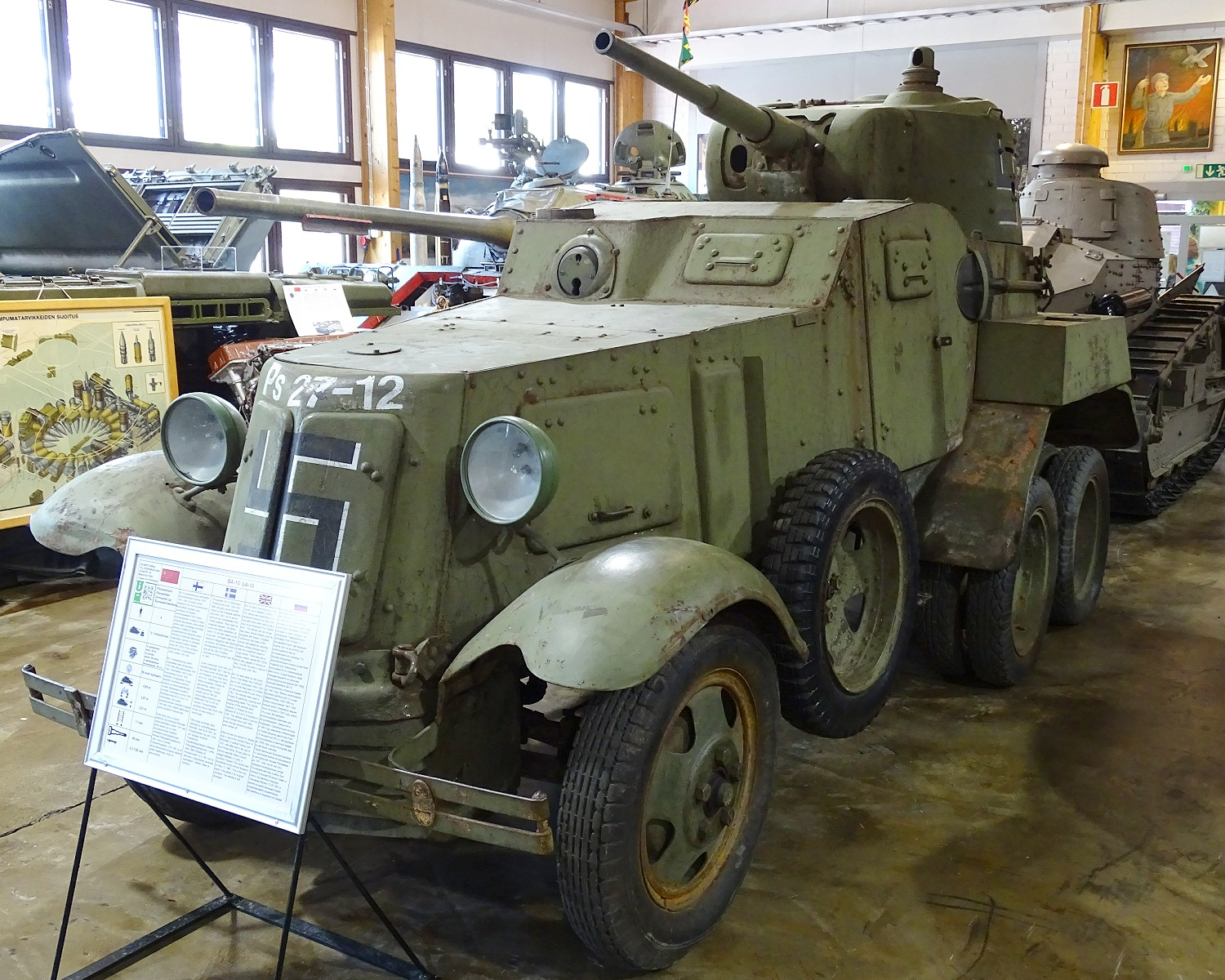
BA-10 en el Museo de Blindados de Parola, Finlandia.
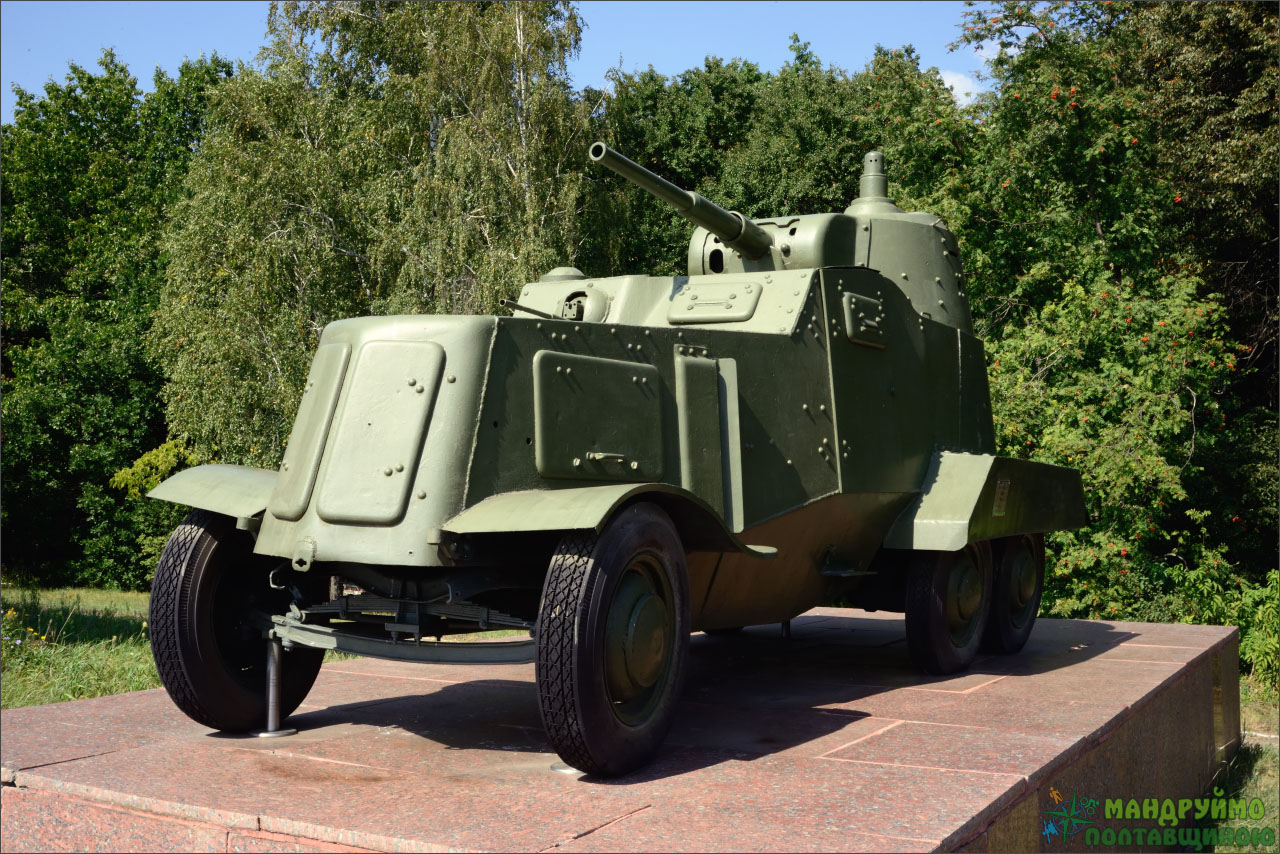
BA-10 en el complejo conmemorativo Shumeykove, 15 km al sur de Lokhvytsia, Ucrania